# BAFTA alla migliore attrice protagonista
Il BAFTA alla migliore attrice protagonista (BAFTA Award for Best Actress in a Leading Role) è un premio annuale, promosso dal BAFTA a partire dal 1953, che premia l'attrice che più si è distinta nell'interpretazione nel ruolo di protagonista in una pellicola cinematografica dell'anno precedente.

## Storia
Dal 1953 al 1969 le categorie presenti erano:
- Attrici internazionali
- Attrici britanniche

Dal 1969 la categoria britannica è stata soppressa.
Il premio è attribuito alle pellicole prodotte nell'anno precedente. L'albo d'oro è pertanto riferito all'anno di produzione della pellicola.

## Albo d'oro

### Anni 1950
- 1953
  - Attrice internazionale
    - Simone Signoret - Casco d'oro (Casque d'or)
    - Edwige Feuillère - Olivia
    - Katharine Hepburn - La regina d'Africa (The African Queen)
    - Judy Holliday - Vivere insieme (The Marrying Kind)
    - Nicole Stéphane - I ragazzi terribili (Les enfants terribles)

  - Attrice britannica
    - Vivien Leigh - Un tram che si chiama Desiderio (A Streetcar Named Desire)
    - Phyllis Calvert - Mandy, la piccola sordomuta (Mandy)
    - Celia Johnson - I Believe in You
    - Ann Todd - Ali del futuro (The Sound Barrier)
- 1954
  - Attrice internazionale
    - Leslie Caron - Lili
    - Shirley Booth - Torna, piccola Sheba (Come Back, Little Sheba)
    - Marie Powers - The Medium
    - Maria Schell - L'incubo dei Mau Mau (The Heart of the Matter)

  - Attrice britannica
    - Audrey Hepburn - Vacanze romane (Roman Holiday)
    - Celia Johnson - Il paradiso del Capitano Holland (The Captain's Paradise)
- 1955
  - Attrice internazionale
    - Cornell Borchers - Il figlio conteso (The Divided Heart)
    - Shirley Booth – Addio signora Leslie (About Mrs. Leslie)
    - Judy Holliday – Phffft... e l'amore si sgonfia (Phffft)
    - Grace Kelly – Il delitto perfetto (Dial M for Murder)
    - Gina Lollobrigida – Pane, amore e fantasia

  - Attrice britannica
    - Yvonne Mitchell - Il figlio conteso (The Divided Heart)
    - Brenda De Banzie – Hobson il tiranno (Hobson's Choice)
    - Audrey Hepburn – Sabrina
    - Margaret Leighton – Per una questione di principio (Carrington V.C.)
    - Noelle Middleton – Per una questione di principio (Carrington V.C.)
- 1956
  - Attrice internazionale
    - Betsy Blair - Marty, vita di un timido (Marty)
    - Dorothy Dandridge – Carmen Jones
    - Judy Garland – È nata una stella (A Star Is Born)
    - Julie Harris – La donna è un male necessario (I Am a Camera)
    - Katharine Hepburn – Tempo d'estate (Summertime)
    - Grace Kelly – La ragazza di campagna (The Country Girl)
    - Giulietta Masina – La strada
    - Marilyn Monroe – Quando la moglie è in vacanza (The Seven Year Itch)

  - Attrice britannica
    - Katie Johnson - La signora omicidi (The Ladykillers)
    - Margaret Johnson – Occhio alle donne (Touch and Go)
    - Deborah Kerr – La fine dell'avventura (The End of the Affair)
    - Margaret Lockwood – La poltrona vuota (Cast a Dark Shadow)
- 1957
  - Attrice internazionale
    - Anna Magnani - La rosa tatuata (The Rose Tattoo)
    - Carroll Baker – Baby Doll - La bambola viva (Baby Doll)
    - Eva Dahlbeck – Sorrisi di una notte d'estate (Sommarnattens leende)
    - Ava Gardner – Sangue misto (Bhowani Junction)
    - Susan Hayward – Piangerò domani (I'll Cry Tomorrow)
    - Shirley MacLaine – La congiura degli innocenti (The Trouble with Harry)
    - Kim Novak – Picnic
    - Marisa Pavan – La rosa tatuata (The Rose Tattoo)
    - Maria Schell – Gervaise
    - Jean Simmons – Bulli e pupe (Guys and Dolls)

  - Attrice britannica
    - Virginia McKenna - La mia vita comincia in Malesia (A Town Like Alice)
    - Dorothy Alison – Bader il pilota (Reach for the Sky)
    - Audrey Hepburn – Guerra e pace (War and Peace)
- 1958
  - Attrice internazionale
    - Simone Signoret - Le vergini di Salem (Les sorcières de Salem)
    - Augusta Dabney – L'ora del terrore (That Night!)
    - Katharine Hepburn – Il mago della pioggia (The Rainmaker)
    - Marilyn Monroe – Il principe e la ballerina (The Prince and the Showgirl)
    - Lilli Palmer – Anastasia - L'ultima figlia dello zar (Anastasia - Die letzte Zarentochter)
    - Eva Marie Saint – Un cappello pieno di pioggia (A Hatful of Rain)
    - Joanne Woodward – La donna dai tre volti (The Three Faces of Eve)

  - Attrice britannica
    - Heather Sears – La storia di Ester Costello (The Story of Esther Costello)
    - Deborah Kerr – Tè e simpatia (Tea and Sympathy)
    - Sylvia Syms – L'adultero (Woman in a Dressing Gown)
- 1959
  - Attrice internazionale
    - Simone Signoret - La strada dei quartieri alti (Room at the Top)
    - Karuna Bannerjee – Aparajito
    - Ingrid Bergman – La locanda della sesta felicità (The Inn of the Sixth Happiness)
    - Anna Magnani – Selvaggio è il vento (Wild is the Wind)
    - Giulietta Masina – Le notti di Cabiria
    - Tatyana Samojlova – Quando volano le cicogne (Letyat zhuravli)
    - Elizabeth Taylor – La gatta sul tetto che scotta (Cat on a Hot Tin Roof)
    - Joanne Woodward – Un urlo nella notte (No Down Payment)

  - Attrice britannica
    - Irene Worth - Ordine di uccidere (Orders to Kill)
    - Hermione Baddeley – La strada dei quartieri alti (Room at the Top)
    - Virginia McKenna – Scuola di spie (Carve Her Name with Pride)

### Anni 1960
- 1960
  - Attrice internazionale
    - Shirley MacLaine - Tutte le ragazze lo sanno (Ask Any Girl)

  - Attrice britannica
    - Audrey Hepburn - La storia di una monaca (The Nun's Story)
- 1961
  - Attrice internazionale
    - Shirley MacLaine - L'appartamento (The Apartment)

  - Attrice britannica
    - Rachel Roberts - Sabato sera, domenica mattina (Saturday Night, Sunday Morning)
- 1962
  - Attrice internazionale
    - Sophia Loren - La ciociara

  - Attrice britannica
    - Dora Bryan - Sapore di miele (A Taste of Honey)
- 1963
  - Attrice internazionale
    - Anne Bancroft - Anna dei miracoli (The Miracle Worker)

  - Attrice britannica
    - Leslie Caron - La stanza a forma di L (The L-Shaped Room)
- 1964
  - Attrice internazionale
    - Patricia Neal - Hud il selvaggio (Hud)

  - Attrice britannica
    - Rachel Roberts - Io sono un campione (This Sporting Life)
- 1965
  - Attrice internazionale
    - Anne Bancroft - Frenesia del piacere (The Pumpkin Eater)

  - Attrice britannica
    - Audrey Hepburn - Sciarada (Charade)
- 1966
  - Attrice internazionale
    - Patricia Neal - Prima vittoria (In Harm's Way)

  - Attrice britannica
    - Julie Christie - Darling (Darling)
- 1967
  - Attrice internazionale
    - Jeanne Moreau - Viva Maria! (Viva Maria!)
    - Joan Hackett - Il gruppo (The Group)
    - Brigitte Bardot - Viva Maria! (Viva Maria!)

  - Attrice britannica
    - Elizabeth Taylor - Chi ha paura di Virginia Woolf? (Who's Afraid of Virginia Woolf?)
    - Julie Christie - Fahrenheit 451 e Il dottor Živago (Doctor Zhivago)
    - Lynn Redgrave - Georgy, svegliati (Georgy Girl)
    - Vanessa Redgrave - Morgan matto da legare (Morgan: A Suitable Case for Treatment)
- 1968
  - Attrice internazionale
    - Anouk Aimée - Un uomo, una donna (Un homme et une femme)
    - Bibi Andersson - Il letto della sorella (Syskonbädd 1782) e Persona (Un homme et une femme)
    - Jane Fonda - A piedi nudi nel parco (Barefoot in the Park)
    - Simone Signoret - Chiamata per il morto (The Deadly Affair)

  - Attrice britannica
    - Edith Evans - Bisbigli (The Whisperers)
    - Elizabeth Taylor - La bisbetica domata (The Taming of the Shrew)
    - Barbara Jefford - Ulysses
- 1969
  - Katharine Hepburn - Il leone d'inverno (The Lion in Winter) e Indovina chi viene a cena? (Guess Who's Coming to Dinner?)
  - Anne Bancroft - Il laureato (The Graduate)
  - Catherine Deneuve - Bella di giorno (Belle de jour)
  - Joanne Woodward - La prima volta di Jennifer (Rachel, Rachel)

### Anni 1970
- 1970
  - Maggie Smith - La strana voglia di Jean (The Prime of Miss Jean Brodie)
  - Mia Farrow - John e Mary (John and Mary), Rosemary's Baby - Nastro rosso a New York (Rosemary's Baby) e Cerimonia segreta (Secret Ceremony)
  - Glenda Jackson - Donne in amore (Women in Love)
  - Barbra Streisand - Funny Girl e Hello, Dolly!
- 1971
  - Katharine Ross - Ucciderò Willy Kid (Tell Them Willie Boy Is Here) e Butch Cassidy (Butch Cassidy and the Sundance Kid)
  - Jane Fonda - Non si uccidono così anche i cavalli? (They Shoot Horses, Don't They?)
  - Goldie Hawn - Fiore di cactus (Cactus Flower) e M'è caduta una ragazza nel piatto (There's a Girl in My Soup)
  - Sarah Miles - La figlia di Ryan (Ryan's Daughter)
- 1972
  - Glenda Jackson - Domenica, maledetta domenica (Sunday, Bloody Sunday)
  - Lynn Carlin - Taking Off
  - Julie Christie - Messaggero d'amore (The Go-Between)
  - Jane Fonda - Una squillo per l'ispettore Klute (Klute)
  - Nanette Newman - La luna arrabbiata (The Raging Moon)
- 1973
  - Liza Minnelli - Cabaret (Cabaret)
  - Stéphane Audran - Il tagliagole (Le boucher)
  - Anne Bancroft - Gli anni dell'avventura (Young Winston)
  - Dorothy Tutin - Messia selvaggio (Savage Messiah)
- 1974
  - Stéphane Audran - Il fascino discreto della borghesia (Le charme discret de la bourgeoisie) e Sul far della notte (Juste avant la nuit)
  - Julie Christie - A Venezia... un dicembre rosso shocking (Don't Look Now)
  - Glenda Jackson - Un tocco di classe (A Touch of Class)
  - Diana Ross - La signora del blues (Lady Sings the Blues)
- 1975
  - Joanne Woodward - Summer Wishes, Winter Dreams
  - Faye Dunaway - Chinatown
  - Barbra Streisand - Come eravamo (The Way We Were)
  - Cicely Tyson - Autobiografia di Miss Jane Pittman (The Autobiography of Miss Jane Pittman)
- 1976
  - Ellen Burstyn - Alice non abita più qui (Alice Doesn't Live Here Anymore)
  - Anne Bancroft - Prigioniero della seconda strada (The Prisoner of Second Avenue)
  - Valerie Perrine - Lenny
  - Liv Ullmann - Scene da un matrimonio (Scener ur ett äktenska)
- 1977
  - Louise Fletcher - Qualcuno volò sul nido del cuculo (One Flew Over The Cuckoo's Nest)
  - Lauren Bacall - Il pistolero (The Shootist)
  - Rita Moreno - Il vizietto americano (The Ritz)
  - Liv Ullmann - L'immagine allo specchio (Ansikte mot ansikte)
- 1978
  - Diane Keaton - Io e Annie (Annie Hall)
  - Faye Dunaway - Quinto potere (Network)
  - Shelley Duvall - Tre donne (3 Women)
  - Lily Tomlin - L'occhio privato (The Late Show)
- 1979
  - Jane Fonda - Giulia (Julia)
  - Anne Bancroft - Due vite, una svolta (The Turning Point)
  - Jill Clayburgh - Una donna tutta sola (An Unmarried Woman)
  - Marsha Mason - Goodbye amore mio! (The Goodbye Girl)

### Anni 1980
- 1980
  - Jane Fonda - Sindrome cinese (The China Syndrome)
  - Diane Keaton - Manhattan
  - Maggie Smith - California Suite
  - Meryl Streep - Il cacciatore (The Deer Hunter)
- 1981
  - Judy Davis - La mia brillante carriera (My Brilliant Career)
  - Shirley MacLaine - Oltre il giardino (Being There)
  - Bette Midler - The Rose
  - Meryl Streep - Kramer contro Kramer (Kramer vs. Kramer)
- 1982
  - Meryl Streep - La donna del tenente francese (The French Lieutenant's Woman)
  - Maggie Smith - Quartet
  - Sissy Spacek - La ragazza di Nashville (Coal Miner's Daughter)
  - Mary Tyler Moore - Gente comune (Ordinary People)
- 1983
  - Katharine Hepburn - Sul lago dorato (On Golden Pond)
  - Diane Keaton - Reds
  - Jennifer Kendal - 36 Chowringhee Lane
  - Sissy Spacek - Missing - Scomparso (Missing)
- 1984
  - Julie Walters - Rita, Rita, Rita (Educating Rita)
  - Jessica Lange - Tootsie
  - Phyllis Logan - Another Time, Another Place
  - Meryl Streep - La scelta di Sophie (Sophie's Choice)
- 1985
  - Maggie Smith - Pranzo reale (A Private Function)
  - Shirley MacLaine - Voglia di tenerezza (Terms of Endearment)
  - Helen Mirren - Cal
  - Meryl Streep - Silkwood
- 1986
  - Peggy Ashcroft - Passaggio in India (A Passage to India)
  - Mia Farrow - La rosa purpurea del Cairo (The Purple Rose of Cairo)
  - Kelly McGillis - Witness - Il testimone (Witness)
  - Alexandra Pigg - Lettera a Breznev (Letter to Brezhnev)
- 1987
  - Maggie Smith - Camera con vista (A Room with a View)
  - Mia Farrow - Hannah e le sue sorelle (Hannah and Her Sisters)
  - Meryl Streep - La mia Africa (Out of Africa)
  - Cathy Tyson - Mona Lisa
- 1988
  - Anne Bancroft - 84 Charing Cross Road (84 Charing Cross Road)
  - Emily Lloyd - Vorrei che tu fossi qui (Wish You Were Here)
  - Sarah Miles - anni quaranta (Hope and Glory)
  - Julie Walters - Personal Services
- 1989
  - Maggie Smith - La segreta passione di Judith Hearne (The Lonely Passion of Judith Hearne)
  - Stéphane Audran - Il pranzo di Babette (Babettes gæstebud)
  - Cher - Stregata dalla luna (Moonstruck)
  - Jamie Lee Curtis - Un pesce di nome Wanda (A Fish Called Wanda)

### Anni 1990
- 1990
  - Pauline Collins - Shirley Valentine - La mia seconda vita (Shirley Valentine)
  - Glenn Close - Le relazioni pericolose (Dangerous Liaisons)
  - Jodie Foster - Sotto accusa (The Accused)
  - Melanie Griffith - Una donna in carriera (Working Girl)
- 1991
  - Jessica Tandy - A spasso con Daisy (Driving Miss Daisy)
  - Shirley MacLaine - Cartoline dall'inferno (Postcards from the Edge)
  - Michelle Pfeiffer - I favolosi Baker (The Fabulous Baker Boys)
  - Julia Roberts - Pretty Woman
- 1992
  - Jodie Foster - Il silenzio degli innocenti (The Silence of the Lambs)
  - Geena Davis - Thelma & Louise
  - Susan Sarandon - Thelma & Louise
  - Juliet Stevenson - Il fantasma innamorato (Truly, Madly, Deeply)
- 1993
  - Emma Thompson - Casa Howard (Howards End)
  - Judy Davis - Mariti e mogli (Husbands and Wives)
  - Tara Morice - Ballroom - Gara di ballo (Strictly Ballroom)
  - Jessica Tandy - Pomodori verdi fritti alla fermata del treno (Fried Green Tomatoes)
- 1994
  - Holly Hunter - Lezioni di piano (The Piano)
  - Miranda Richardson - Tom & Viv - Nel bene, nel male, per sempre (Tom & Viv)
  - Emma Thompson - Quel che resta del giorno (The Remains of the Day)
  - Debra Winger - Viaggio in Inghilterra (Shadowlands)
- 1995
  - Susan Sarandon - Il cliente (The Client)
  - Linda Fiorentino - L'ultima seduzione (Last Seduction)
  - Irène Jacob - Tre colori - Film rosso (Trois couleurs: Rouge)
  - Uma Thurman - Pulp Fiction
- 1996
  - Emma Thompson - Ragione e sentimento (Sense and Sensibility)
  - Nicole Kidman - Da morire (To Die For)
  - Helen Mirren - La pazzia di Re Giorgio (The Madness of King George)
  - Elisabeth Shue - Via da Las Vegas (Leaving Las Vegas)
- 1997
  - Brenda Blethyn - Segreti e bugie (Secrets & Lies)
  - Frances McDormand - Fargo
  - Kristin Scott Thomas - Il paziente inglese (The English Patient)
  - Emily Watson - Le onde del destino (Breaking the Waves)
- 1998
  - Judi Dench - La mia regina (Mrs. Brown)
  - Kim Basinger - L.A. Confidential
  - Helena Bonham Carter - Le ali dell'amore (The Wings of the Dove)
  - Kathy Burke - Niente per bocca (Nil By Mouth)
- 1999
  - Cate Blanchett - Elizabeth
  - Jane Horrocks - Little Voice - È nata una stella (Little Voice)
  - Gwyneth Paltrow - Shakespeare in Love
  - Emily Watson - Hilary e Jackie (Hilary and Jackie)

### Anni 2000
- 2000
  - Annette Bening - American Beauty
  - Linda Bassett - East is East
  - Julianne Moore - Fine di una storia (The End of the Affair)
  - Emily Watson - Le ceneri di Angela (Angela's Ashes)
- 2001
  - Julia Roberts - Erin Brockovich - Forte come la verità (Erin Brockovich)
  - Juliette Binoche - Chocolat
  - Kate Hudson - Quasi famosi (Almost Famous)
  - Hilary Swank - Boys Don't Cry
  - Michelle Yeoh - La tigre e il dragone (Wo hu cang long)
- 2002
  - Judi Dench - Iris - Un amore vero (Iris)
  - Nicole Kidman - The Others
  - Sissy Spacek - In the Bedroom
  - Audrey Tautou - Il favoloso mondo di Amélie (Le fabuleux destin d'Amélie Poulain)
  - Renée Zellweger - Il diario di Bridget Jones (Bridget Jones's Diary)
- 2003
  - Nicole Kidman - The Hours
  - Halle Berry - Monster's Ball
  - Salma Hayek - Frida
  - Meryl Streep - The Hours
  - Renée Zellweger - Chicago
- 2004
  - Scarlett Johansson - Lost in Translation - L'amore tradotto (Lost In Translation)
  - Scarlett Johansson - La ragazza con l'orecchino di perla (Girl with a Pearl Earring)
  - Anne Reid - The Mother
  - Uma Thurman - Kill Bill: Volume 1
  - Naomi Watts - 21 grammi (21 Grams)
- 2005
  - Imelda Staunton - Il segreto di Vera Drake (Vera Drake)
  - Charlize Theron - Monster
  - Kate Winslet - Se mi lasci ti cancello (Eternal Sunshine of the Spotless Mind)
  - Kate Winslet - Neverland - Un sogno per la vita (Finding Neverland)
  - Zhang Ziyi - La foresta dei pugnali volanti (Shi mian mai fu)
- 2006
  - Reese Witherspoon - Quando l'amore brucia l'anima (Walk the Line)
  - Judi Dench - Lady Henderson presenta (Mrs Henderson Presents)
  - Charlize Theron - North Country - Storia di Josey (North Country)
  - Rachel Weisz - The Constant Gardener - La cospirazione (The Constant Gardener)
  - Zhang Ziyi - Memorie di una geisha (Memoirs of a Geisha)
- 2007
  - Helen Mirren - The Queen - La regina
  - Penélope Cruz - Volver
  - Judi Dench - Diario di uno scandalo (Notes on a Scandal)
  - Meryl Streep - Il diavolo veste Prada (The Devil Wears Prada)
  - Kate Winslet - Little Children
- 2008
  - Marion Cotillard - La vie en rose (La Môme)
  - Cate Blanchett - Elizabeth: The Golden Age
  - Julie Christie - Away from Her - Lontano da lei (Away from Her)
  - Keira Knightley - Espiazione (Atonement)
  - Ellen Page - Juno
- 2009
  - Kate Winslet - The Reader - A voce alta (The Reader)
  - Angelina Jolie - Changeling
  - Kristin Scott Thomas - Ti amerò sempre (Il y a longtemps que je t'aime)
  - Meryl Streep - Il dubbio (Doubt)
  - Kate Winslet - Revolutionary Road

### Anni 2010
- 2010
  - Carey Mulligan – An Education
  - Saoirse Ronan – Amabili resti (The Lovely Bones)
  - Gabourey Sidibe – Precious
  - Meryl Streep – Julie & Julia
  - Audrey Tautou – Coco avant Chanel - L'amore prima del mito (Coco avant Chanel)
- 2011
  - Natalie Portman – Il cigno nero (Black Swan)
  - Annette Bening – I ragazzi stanno bene (The Kids Are All Right)
  - Julianne Moore – I ragazzi stanno bene (The Kids Are All Right)
  - Noomi Rapace – Uomini che odiano le donne (Män som hatar kvinnor)
  - Hailee Steinfeld – Il Grinta (True Grit)
- 2012
  - Meryl Streep – The Iron Lady
  - Bérénice Bejo – The Artist
  - Viola Davis – The Help
  - Tilda Swinton – ...e ora parliamo di Kevin (We Need to Talk About Kevin)
  - Michelle Williams – Marilyn (My Week with Marilyn)
- 2013
  - Emmanuelle Riva – Amour
  - Jessica Chastain – Zero Dark Thirty
  - Marion Cotillard – Un sapore di ruggine e ossa (De rouille et d'os)
  - Jennifer Lawrence – Il lato positivo - Silver Linings Playbook (Silver Linings Playbook)
  - Helen Mirren – Hitchcock
- 2014
  - Cate Blanchett – Blue Jasmine
  - Amy Adams – American Hustle - L'apparenza inganna (American Hustle)
  - Sandra Bullock – Gravity
  - Judi Dench – Philomena
  - Emma Thompson – Saving Mr. Banks
- 2015
  - Julianne Moore – Still Alice
  - Amy Adams – Big Eyes
  - Felicity Jones – La teoria del tutto (The Theory of Everything)
  - Rosamund Pike – L'amore bugiardo - Gone Girl (Gone Girl)
  - Reese Witherspoon – Wild
- 2016
  - Brie Larson – Room
  - Cate Blanchett – Carol
  - Saoirse Ronan – Brooklyn
  - Maggie Smith – The Lady in the Van
  - Alicia Vikander – The Danish Girl
- 2017
  - Emma Stone – La La Land
  - Amy Adams – Arrival
  - Emily Blunt – La ragazza del treno (The Girl on the Train)
  - Natalie Portman – Jackie
  - Meryl Streep – Florence (Florence Foster Jenkins)
- 2018
  - Frances McDormand – Tre manifesti a Ebbing, Missouri (Three Billboards Outside Ebbing, Missouri)
  - Margot Robbie – Tonya (I, Tonya)
  - Sally Hawkins – La forma dell'acqua - The Shape of Water (The Shape of Water)
  - Saoirse Ronan – Lady Bird
  - Annette Bening – Le stelle non si spengono a Liverpool (Film Stars Don't Die in Liverpool)
- 2019
  - Olivia Colman - La favorita (The Favourite)
  - Glenn Close - The Wife - Vivere nell'ombra (The Wife)
  - Viola Davis - Widows - Eredità criminale (Widows)
  - Lady Gaga - A Star Is Born
  - Melissa McCarthy - Copia originale (Can You Ever Forgive Me?)

### Anni 2020
- 2020
  - Renée Zellweger - Judy
  - Jessie Buckley - A proposito di Rose (Wild Rose)
  - Scarlett Johansson - Storia di un matrimonio (Marriage Story)
  - Saoirse Ronan - Piccole donne (Little Women)
  - Charlize Theron - Bombshell - La voce dello scandalo (Bombshell)
- 2021
  - Frances McDormand - Nomadland
  - Bukky Bakray - Rocks
  - Radha Blank - The Forty-Year-Old Version
  - Vanessa Kirby - Pieces of a woman
  - Wunmi Mosaku - His House
  - Alfre Woodard - Clemency
- 2022[2]
  - Joanna Scanlan - After Love
  - Lady Gaga - House of Gucci
  - Alana Haim - Licorice Pizza
  - Emilia Jones - I segni del cuore (CODA)
  - Renate Reinsve - La persona peggiore del mondo (Verdens verste menneske)
  - Tessa Thompson - Due donne - Passing
- 2023[3]
  - Cate Blanchett - Tár
  - Viola Davis - The Woman King
  - Danielle Deadwyler - Till
  - Ana de Armas - Blonde
  - Emma Thompson - Il piacere è tutto mio (Good Luck To You, Leo Grande)
  - Michelle Yeoh - Everything Everywhere All at Once
- 2024[4]
  - Emma Stone – Povere creature! (Poor Things)
  - Fantasia Barrino – Il colore viola (The Color Purple)
  - Sandra Hüller – Anatomia di una caduta (Anatomie d'une chute)
  - Carey Mulligan – Maestro
  - Vivian Oparah – Ritrovarsi in Rye Lane (Rye Lane)
  - Margot Robbie – Barbie
- 2025[5]
  - Mikey Madison - Anora
  - Cynthia Erivo - Wicked
  - Karla Sofía Gascón - Emilia Pérez
  - Marianne Jean-Baptiste - Hard Truths
  - Demi Moore - The Substance
  - Saoirse Ronan - The Outrun